# Too Lost in You
Too Lost In You è una canzone scritta Diane Warren e cantata dalle Sugababes, originariamente interpretata dalla cantante francese Patricia Kaas con il titolo Quand j'ai peur de tout, portata all'Eurovision Song Contest in rappresentanza della Francia.
La canzone ha trovato il successo nel 2003, quando la versione delle Sugababes è stata inserita nella colonna sonora del film campione d'incassi Love Actually, con Hugh Grant, Laura Linney e Keira Knightley.
Il 15 dicembre 2003 è stata pubblicata come singolo dall'etichetta discografica Island ed è stata estratta dal terzo album del gruppo, Three.

## Tracce
CD2 - CD-Maxi (Island 981 529-1 (UMG)
1. Too Lost in You (Love Actually Version) - 4:13
2. Down Down - 2:51 (Guy Sigsworth, Sugababes, Stuart Crichton, Hannah Robinson)
3. Too Lost in You (Kardinal Beats La Remix) - 4:50

## Classifiche
| Classifica (2003)   | Posizione massima |
| ------------------- | ----------------- |
| Norvegia            | 7                 |
| Svizzera            | 8                 |
| Paesi Bassi         | 8                 |
| Regno Unito         | 10                |
| Irlanda             | 13                |
| Germania            | 14                |
| Classifica mondiale | 15                |
| Danimarca           | 17                |
| Francia             | 22                |
| Austria             | 26                |
| Belgio (Vallonia)   | 28                |
| Belgio (Fiandre)    | 28                |
| Svezia              | 30                |
| Australia           | 31                |
| Nuova Zelanda       | 31                |